# Сибирский международный марафон
Сибирский международный марафон (сокращённо рус. СММ, англ. Siberian International Marathon, сокращённо SIM) — марафон в Омске, проводится с 1990 года. Единственный российский марафон, который имел в 2012-2015 годах статус Road Race Bronze ИААФ. В 2016 году статус отозван.

## История
Марафон проводится ежегодно в Омске с 1990 года. До 2012 года марафон традиционно проходил в первую субботу августа, в 2012-м марафон был перенесён на 12-е августа (второе воскресенье), для синхронного старта с Олимпийским марафоном в Лондоне; вследствие изменения времени проведения с утреннего на вечернее, когда температура воздуха выше, было зафиксировано много жалоб на плохое самочувствие, поэтому в 2013 году было решено провести марафон в сентябре. Один из шести российских марафонов, чья трасса сертифицирована Ассоциацией международных марафонов и пробегов (AIMS).
По числу участников основной, марафонской, дистанции занимает третье место в стране. Помимо основного старта на марафонскую дистанцию в рамках пробега проводятся и другие соревнования: несоревновательный забег на 6 км, и соревновательный забег на 10 км, а также марафонская эстафета (экиден).
В 2010 году Сибирский международный марафон первым в России получил право участвовать в мировой акции, посвящённой 2500-летию марафонского движения. В 2011 г. марафон начал бороться за присуждение ему бронзового лейбла, который означает международное признание. В декабре 2011 года состоялось присуждение статуса Road Race Bronze ИААФ.
В 2011 году вошёл в список 50 лучших марафонов мира по версии AIMS.
В 2012 году марафонцы приняли старт не в первую субботу августа, как обычно, а в воскресенье, 12 августа в 17:00 — параллельно с олимпийским марафоном в Лондоне.
В 2013 году марафон был проведён 22 сентября.
В 2014 и 2015 годах марафон также прошёл в конце сентября.
В 2016 году к 300-летию города Омска марафон перенесли на 7 августа.

## Официальные соревнования
Сибирский международный марафон проводит НП «Марафон», которое организует ещё два всероссийских беговых события в Омске, где постоянно принимают участие зарубежные спортсмены — Рождественский полумарафон и Омский полумарафон-гандикап.

### Марафон
Участвуют мужчины и женщины в возрасте 18 лет и старше. Лимит времени на марафонской дистанции — 6 часов 00 минут.
Рекорды трассы:
- 2:13:02 — Эдуард Тухбатуллин, 1993 г.
- 2:29:11 — Марина Ковалёва, 2021 г.

### Экиден
Эстафета на марафонской дистанции. Участники: мужские и женские команды из шести человек в возрасте 14 лет и старше. Этапы эстафеты: 5; 10; 5; 10; 5; 7,195 км.

### Спидскейтинг
Скоростное катание на роликовых коньках (спидскейтинг) на дистанции 42 км 195 м. Последний раз старт проводился в 2008 году. Участники: спортсмены в возрасте 16 лет и старше на роликовых коньках и в защитных шлемах.

## 2011 год
В 2011 г. на старт соревновательных и несоревновательного пробегов вышло более 15 тысяч человек. В марафонском пробеге победил Кейо Джозфат из Кении. У женщин лидировала омичка Нина Поднебеснова.

## 2012 год
Старт марафона был сделан не в обычное прохладное утреннее время, а одновременно с мужским олимпийским марафоном — в 17.00 местного времени. Температура воздуха достигала 33—36 градусов, от асфальта повышалась ещё больше до 56 - 57 градусов, вода на питьевых пунктах была горячей. Как потом оказалось 12 августа 2012 - это был самый жаркий день за последние 100 лет! В экстремальных условиях бега никто из профессиональных спортсменов не стал тратить своё здоровье в погоне за результатом (для получения призовых призёрам необходимо было уложиться в норматив), и все элитные спортсмены просто сошли на разных участках трассы. Даже болельщикам было трудно поддерживать спортсменов, среди которых по разным данным от 23 до 40 человек оказались в ситуации, из которой нельзя выйти без помощи врачей. Случилась сенсация — победителем марафона стала Ольга Мазурёнок из Белоруссии (2:44.47). Это редкий случай, когда абсолютным победителем марафона становится женщина. Победитель среди мужчин — Николай Григорьев из Барнаула — пришёл вторым с результатом 2:49.06.

## 2013 год
Забег 2013 года был омрачён допинговым скандалом у женщин. Первой к финишу пришла россиянка Евгения Данилова, на 10 секунд опередив эфиопскую бегунью Месерет Менгисто. Однако по итогам допинг-контроля результат Даниловой был аннулирован, а спортсменка дисквалифицирована на два года: в её допинг-пробе обнаружили запрещённую субстанцию (GW 1516 — класс S4.5). Первое место присудили эфиопке. У мужчин все места на пьедестале почёта заняли африканские спортсмены: первым стал Нигасси Кетема из Эфиопии, вторым — кениец Эванс Кипкорир Тайгет, а третьим — представитель ЮАР Дэвид Нгакане. Россиянин Андрей Миняков занял четвёртое место, завоевав Кубок России по марафону.

## 2019 год
Создана статья к 30-летнему юбилею SIM. Интересные факты и история марафона в Омске, который стал настоящим брендом региона

## Победители прошлых лет
Легенда:
 Рекорд дистанции
| Позиция | Год  | Мужчины                     | Время (ч: м: с)            | Женщины                               | Время (ч: м: с)            |
| ------- | ---- | --------------------------- | -------------------------- | ------------------------------------- | -------------------------- |
| 1       | 1990 | Юрий Поротов (USSR)         | 2:17:48                    | Галина Курагина (USSR)                | 2:42:13                    |
| 2       | 1991 | Шагиев Рустам (USSR)        | 2:16:54                    | Наталия Репешко (USSR)                | 2:38:46                    |
| 3       | 1992 | Керимов Николай (RUS)       | 2:17:28                    | Беляева Люция (RUS)                   | 2:32:15                    |
| 4       | 1993 | Тухбатуллин Эдуард (RUS)    | 2:13:02                    | Раздрогина Елена (RUS)                | 2:38:20                    |
| 5       | 1994 | Шагиев Рустам (RUS)         | 2:17:05                    | Ильина Надежда (RUS)                  | 2:33:49                    |
| 6       | 1995 | Толстиков Яков (RUS)        | 2:14:37                    | Иванова Алина (RUS)                   | 2:32:21                    |
| 7       | 1996 | Арчаков Анатолий (RUS)      | 2:15:20                    | Раздрогина Елена (RUS)                | 2:35:16                    |
| 8       | 1997 | Епанов Владимир (RUS)       | 2:15:54                    | Колпакова Эльвира (RUS)               | 2:35:22                    |
| 9       | 1998 | Нетреба Владимир (RUS)      | 2:19:15                    | Иванова Алина (RUS)                   | 2:31:44                    |
| 10      | 1999 | Хоботов Михаил (RUS)        | 2:15:14                    | Косачёва Анфиса (RUS)                 | 2:35:09                    |
| 11      | 2000 | Хоботов Михаил (RUS)        | 2:18:05                    | Тимофеева Ирина (RUS)                 | 2:34:07                    |
| 12      | 2001 | Тухбатуллин Эдуард (RUS)    | 2:20:43                    | Сафарова Ирина (RUS)                  | 2:33:08                    |
| 13      | 2002 | Мусиока Космас (KEN)        | 2:17:38                    | Иванова Альбина (RUS)                 | 2:30:21                    |
| 14      | 2003 | Хоботов Михаил (RUS)        | 2:17:40                    | Косачёва Анфиса (RUS)                 | 2:40:16                    |
| 15      | 2004 | Хоботов Михаил (RUS)        | 2:14:44                    | Яджак Лилия (RUS)                     | 2:39:53                    |
| 16      | 2005 | Хоботов Михаил (RUS)        | 2:20:23                    | Яджак Лилия (RUS)                     | 2:39:14                    |
| 17      | 2006 | Лукин Сергей (RUS)          | 2:16:41                    | Яджак Лилия (RUS)                     | 2:38:40                    |
| 18      | 2007 | Лукин Сергей (RUS)          | 2:18:39                    | Пудовкина Ираида (RUS)                | 2:39:00                    |
| 19      | 2008 | Брызгалов Андрей (RUS)      | 2:15:29                    | Яджак Лилия (RUS)                     | 2:33:41                    |
| 20      | 2009 | Лукин Сергей (RUS)          | 2:15:06                    | Данилова Евгения (RUS)                | 2:34:52                    |
| 21      | 2010 | Марусин Олег (RUS)          | 2:17:06                    | Ковалёва, Марина (легкоатлетка) (RUS) | 2:39:45                    |
| 22      | 2011 | Keyo Kiplimo (KEN)          | 2:14:25                    | Ковалёва, Марина (легкоатлетка) (RUS) | 2:37:22                    |
| 23      | 2012 | Григоров Николай (RUS)      | 2:49:06                    | Мазурёнок Ольга (BLR)                 | 2:44:47                    |
| 24      | 2013 | Кетема Нигуссе (ETH)        | 2:13:23                    | Месерет Менгисту (ETH)                | 2:31:50                    |
| 25      | 2014 | Джон Кьяло Кьюи (KEN)       | 2:14:50                    | Киметто Пурити Кангог (KEN)           | 2:38:53                    |
| 26      | 2015 | Мойбен Лабан Кипкемой (KEN) | 2:18:18                    | Альбина Майорова (RUS)                | 2:35:14                    |
| 27      | 2016 | Брызгалов Андрей (RUS)      | 2:21:34                    | Ковалёва, Марина (легкоатлетка) (RUS) | 2:36:13                    |
| 28      | 2017 | Лейман Андрей (RUS)         | 2:18:58                    | Юманова Ирина (RUS)                   | 2:39:20                    |
| 29      | 2018 | Лейман Андрей (RUS)         | 2:17:03                    | Букина Евдокия (RUS)                  | 2:36:25                    |
| 30      | 2019 | Лейман Андрей (RUS)         | 2:19:56                    | Букина Евдокия (RUS)                  | 2:35:50                    |
| 31      | 2020 | Отменён в связи с COVID-19  | Отменён в связи с COVID-19 | Отменён в связи с COVID-19            | Отменён в связи с COVID-19 |
| 32      | 2021 | Реунков Алексей (RUS)       | 2:15:39                    | Ковалёва, Марина (легкоатлетка) (RUS) | 2:29:11                    |
| 33      | 2022 | Миншин Илдар (RUS)          | 2:18:09                    | Ковалёва, Марина (легкоатлетка) (RUS) | 2:36:54                    |
| 34      | 2023 | KERING ERIC (KEN)           | 2:15:03                    | Прокопьева Алина (RUS)                | 2:35:42                    |
| 35      | 2024 | John Rotich Mitei (KEN)     | 2:17:04                    | Морозова Александра (RUS)             | 2:34:34                    |
| 36      | 2025 | Андрей Янович (RUS)         | 2:17:53                    | Алина Прокопьева (RUS)                | 2:40:56                    |